# Zelominor
Genre
Zelominor est un genre d'araignées aranéomorphes de la famille des Gnaphosidae.

## Distribution
Les espèces de ce genre se rencontrent en Algérie, en Espagne et au Portugal.

## Liste des espèces
Selon World Spider Catalog (version 17.5, 15/11/2016) :
- Zelominor algarvensis Snazell & Murphy, 1997
- Zelominor algericus Snazell & Murphy, 1997
- Zelominor malagensis Snazell & Murphy, 1997

## Publication originale
- Snazell & Murphy, 1997 : Zelominor (Araneae, Gnaphosidae), a new genus of zelotine spider from the western Mediterranean region. Bulletin of the British Arachnological Society, vol. 10, p. 260-264.